# Louisa Pyne
Louisa Fanny Pyne (Londra, 27 agosto 1832 – Londra, 20 marzo 1904) è stata un soprano e impresaria teatrale inglese.

## Biografia
Louisa Pyne era la figlia minore del contraltista George Pyne (1790-1877). Furono noti cantanti anche la sorella maggiore Susan Pyne, soprano, e lo zio paterno James Kendrick Pyne (1785-1857), tenore. Sarà cantante di operette e attrice anche la nipote Blanche Whiffen.
Fu allieva del musicista George Smart (1776–1867) e debuttò a Boulogne nel 1849 nel ruolo di Amina nella Sonnambula di Bellini. Sembra che la sua voce fosse di eccellente qualità e di grande flessibilità. Dopo varie partecipazioni in alcuni dei principali teatri europei, si associò al tenore William Harrison (1813-1868) fondando la Pyne & Harrison Opera Company la quale organizzò una tournée negli Stati Uniti nel biennio 1854-56. Nel 1857 ritornò in Inghilterra e diede vita con Harrison alla Pyne and Harrison English Opera Company, dando diverse stagioni, dal 1858 al 1864, al Lyceum Theatre, al Drury Lane e al Covent Garden. Nel 1864 la società con Harrison fu sciolta. Nel 1868 la Pyne sposò il baritono Frank Bodda. Poco dopo si ritirò dalle scene e si dedicò all'insegnamento; fra i suoi allievi vi fu il tenore Joseph Maas.